# Barrymore (släkt)
Barrymore är en amerikansk skådespelarsläkt.
Herbert Arthur Chamberlayne Blyth, alias Maurice Barrymore (1849–1905), gifte sig med Georgiana Drew, och fick tre barn, Lionel, Ethel och John:
- Lionel Barrymore (1878–1954)
  - Gift med Doris Rankin. De fick två barn som dog i späd ålder. Efter deras skilsmässa gifte han sig med Irene Fenwick.

- Ethel Barrymore (1879–1959)
  - Gift med Russell Griswold Colt. Barn:
    - Samuel Peabody Colt
    - Ethel Barrymore Colt 
      - Gift med John Romeo Miglietta. Barn: John Drew Miglietta

    - John Drew Colt

- John Barrymore (1882–1942) 
  - Gift med Katherine Corri Harris.
  - Gift med Blanche Oelrichs. Barn:
    - Diana Blanche Barrymore (1921-1960)
      - Gift med Bramwell Fletcher
      - Gift med John R. Howard
      - Gift med Robert Wilcox

  - Gift med Dolores Costello. Barn:
    - Dolores Ethel Mae Barrymore.
      - Gift med Thomas Fairbanks. Barn: Hillary Klaradru Fairbanks.

    - John Drew Barrymore (Jr.) (1932–2004)
      - Gift med Cara Williams. Barn: John Blyth Barrymore (f. 1954)
      - Gift med Gabriella Palazzoli. Barn: Blyth Dolores Barrymore
      - Gift med Nina Wayne. Barn: Jessica Barrymore
      - Gift med Ildiko Jaid. Barn: Drew Barrymore (f. 1975)

  - Gift med Elaine Barrie (född Jacobs).

## Släkten Drew
Georgiana Drew, modern till Lionel, Ethel och John, kom också från en skådespelarsläkt:
- John Drew (1827–1862)
  - gift med Louisa Lane Drew, barn:
    - Georgiana Emma Drew, gift med Maurice Barrymore, se ovan.
    - John Drew, Jr. (1853–1927)
      - Louise Drew (1882–1954)

    - Sidney Drew (1863–1919) hade komediduon "Mr. and Mrs. Sidney Drew" med sin hustru.
      - S. Rankin Drew

    - Louisa Drew
      - Georgie Drew Mendum